# Panórmos
Panórmos är en ort i Grekland.   Den ligger i prefekturen Nomarchía Anatolikís Attikís och regionen Attika, i den sydöstra delen av landet, 40 km sydost om huvudstaden Aten. Panórmos ligger 52 meter över havet och antalet invånare är 174.
Terrängen runt Panórmos är kuperad norrut, men söderut är den platt. Havet är nära Panórmos åt sydost.  Närmaste större samhälle är Lávrio, 3,5 km norr om Panórmos. 